# Thomas Dörflein
Thomas Dörflein (13 de octubre de 1963 - 22 de septiembre de 2008) fue un empleado alemán en el Jardín Zoológico de Berlín, durante 26 años. Después de que el cachorro de oso polar Knut fuera abandonado por su madre poco después de su nacimiento en 2006, Dörflein fue asignado como el cuidador del cachorro. Como resultado de la controvertida decisión del zoológico de criar a Knut domésticamente, y como producto de la estrecha relación entre cuidador y animal, Dörflein se convirtió en una celebridad renuente.

## Knut
Artículo principal: Knut (oso polar)
El 5 de diciembre de 2006, Knut y su hermano sin nombre nacieron en el zoológico de Berlín. La madre de los cachorros los rechazó por motivos desconocidos, abandonándolos sobre una roca en el recinto de los osos polares. Los guardianes del zoológico rescataron a los cachorros, sacándolos fuera del recinto, con una amplia red de pescar, pero el hermano de Knut murió de una infección cuatro días más tarde. Solo, Knut, del tamaño de un conejillo de Indias, pasó los primeros 44 días de su vida en una incubadora antes que Dörflein comenzara a cuidar del pequeño.
La necesidad de Knut de ser cuidado todo el día requería no solo que Dörflein durmiera en un colchón junto a Knut, sino también que jugara, bañara y alimentara al pequeño diariamente. La dieta de Knut comenzó con una botella de leche mezclada con aceite de hígado de bacalao cada dos horas hasta llegar a la edad de cuatro meses; desde entonces consumía una papilla de leche mezclada con comida para gatos y vitaminas. Dörflein también acompañaba a Knut en su doble muestra de una hora al día para el público, y por lo tanto apareció en muchos videos y fotografías junto a la cría. Como resultado, Dörflein se hizo famoso en Alemania y fue galardonado con la Medalla de Mérito de Berlín, en reconocimiento a su continuo cuidado del cachorro.

## Muerte

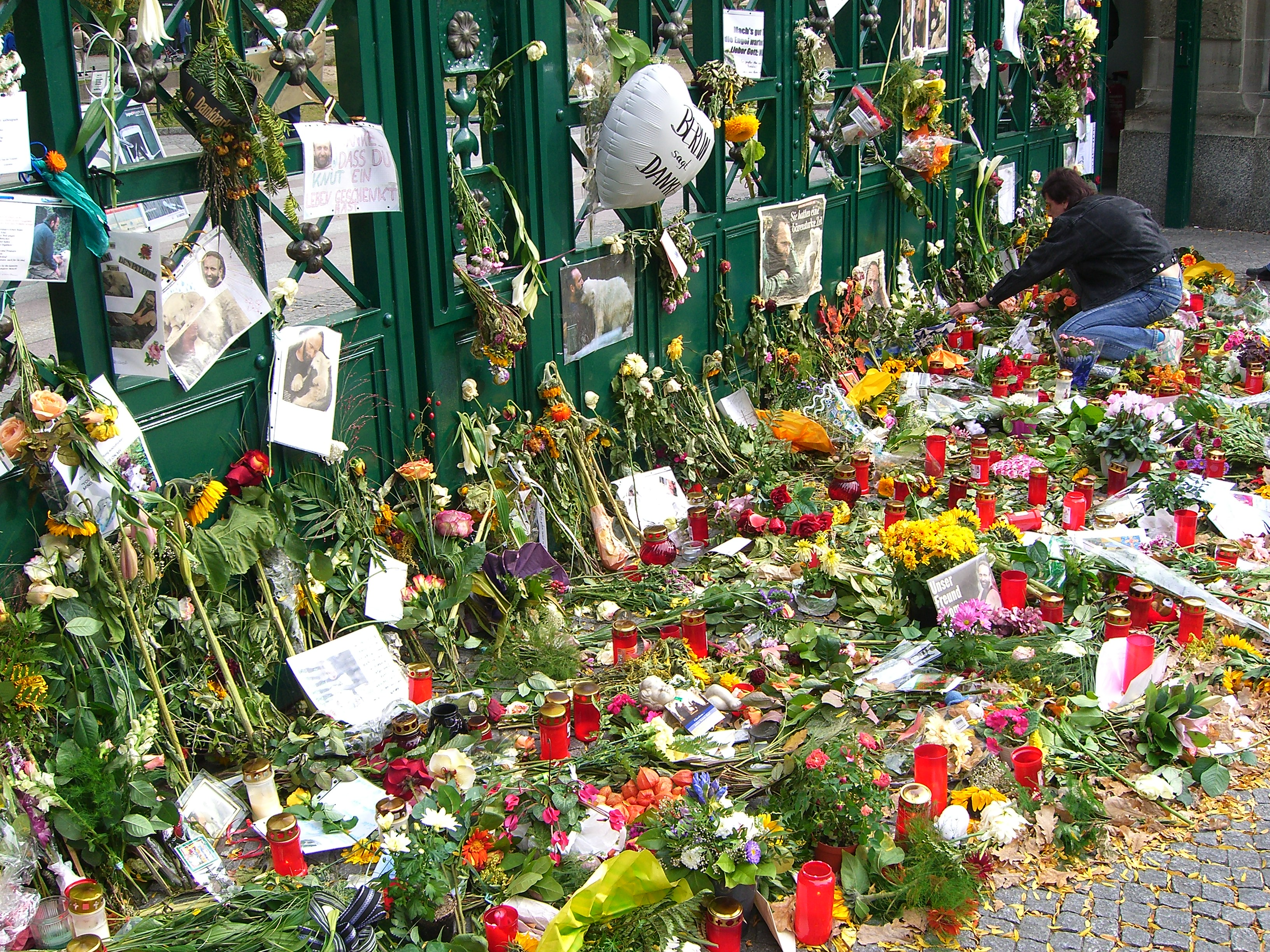
Las flores y las condolencias a la izquierda en la entrada al zoológico después de la muerte de Dörflein.

Dörflein murió repentinamente a la edad de 44 años, de un ataque al corazón, el 22 de septiembre de 2008.
El zoológico ha establecido un premio para cuidadores pendientes en honor a Dörflein. El primer "Premio Thomas Dörflein" es un premio en efectivo de 1000 €, así como un trofeo, y se adjudicó en junio de 2009.

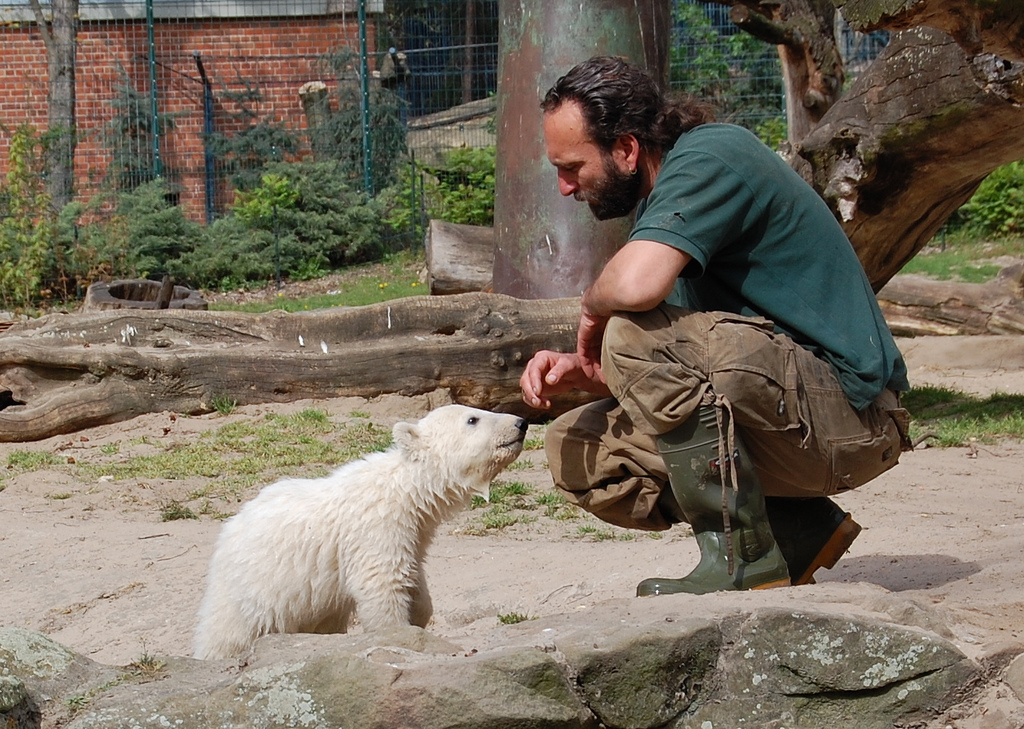
Knut y Dörflein (abril de 2007)
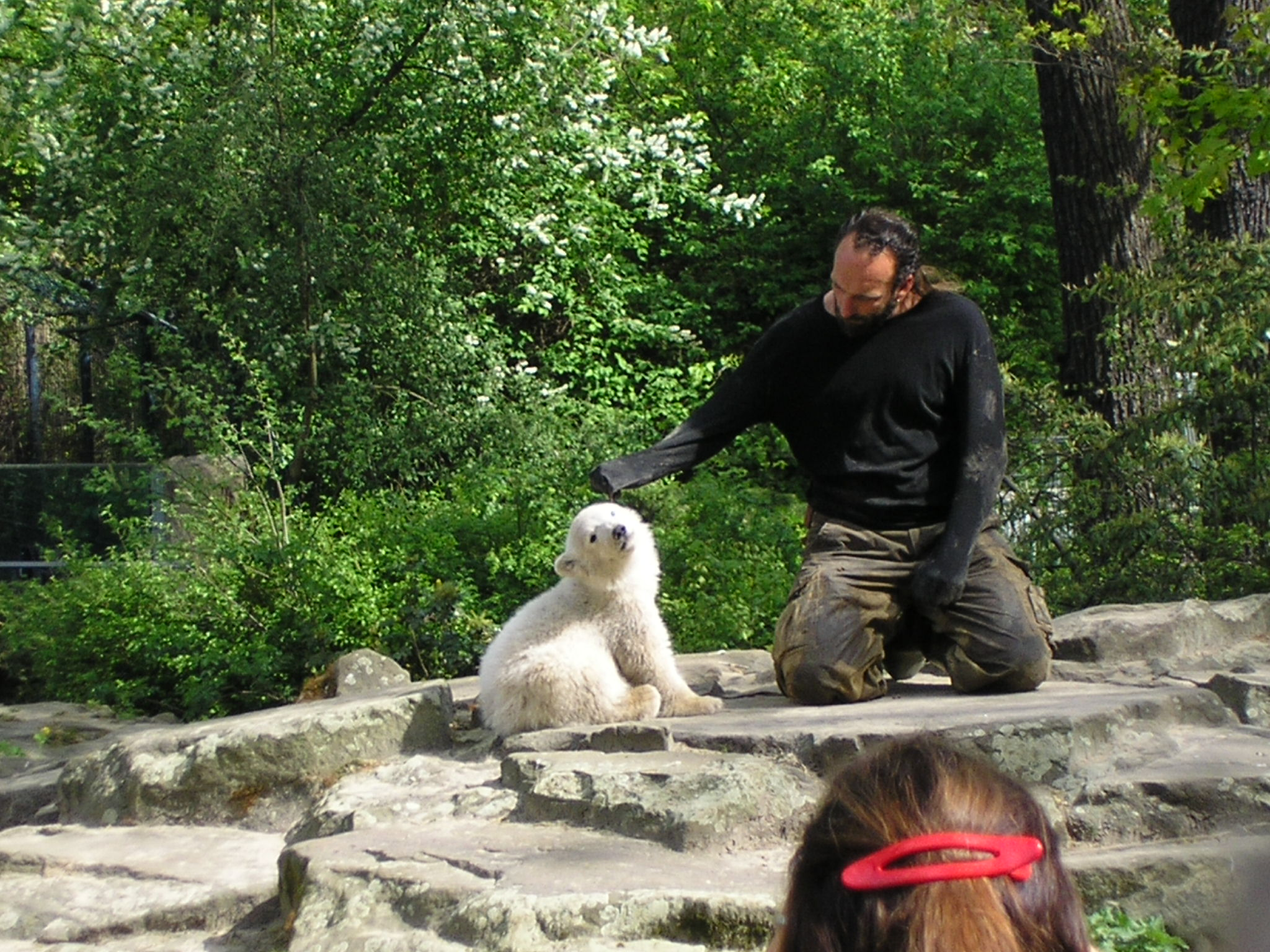
Knut y Dörflein jugando (abril de 2007)
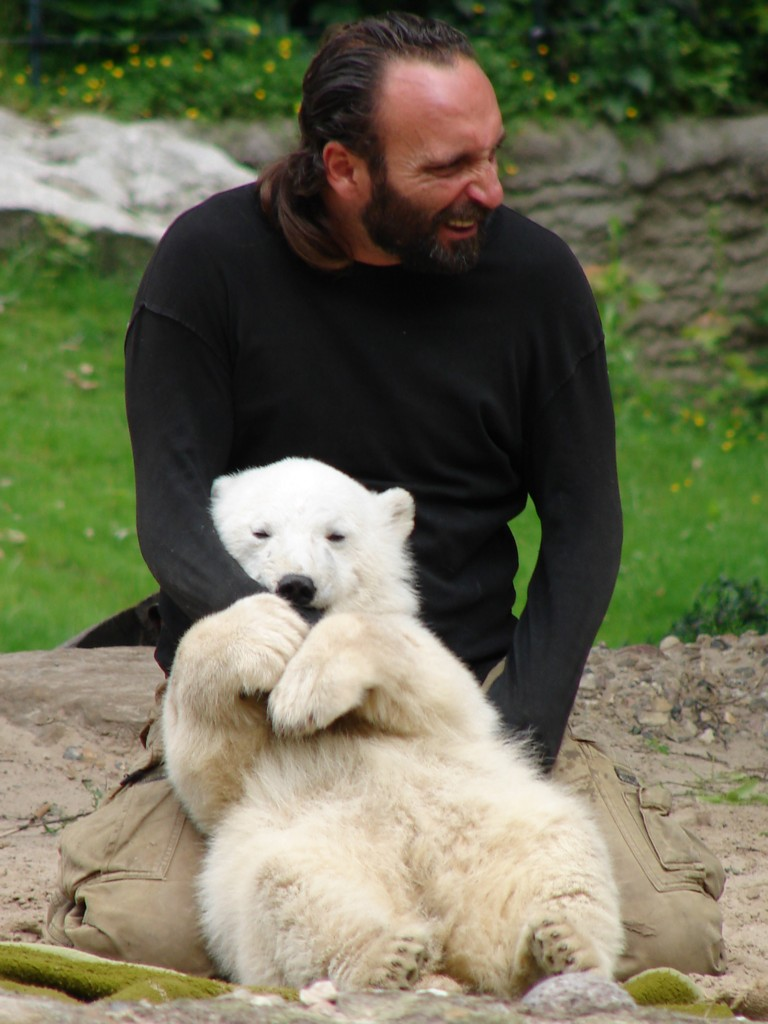
Dörflein abrazando a Knut (mayo de 2007)